# Bassogigas
Bassogigas is een geslacht van straalvinnige vissen uit de familie van naaldvissen (Ophidiidae). Het geslacht is voor het eerst wetenschappelijk beschreven in 1896 door Goode & Bean (ex Gill).

## Soorten
- Bassogigas gillii Goode & Bean, 1896
- Bassogigas walkeri Nielsen & Møller, 2011